# 令狐徳棻
令狐 徳棻（れいこ とくふん、583年 - 666年）は、唐の歴史家。二十四史のひとつ『周書』の主編者として知られる。本貫は敦煌郡效穀県。一族は早くに宜州華原県に移り住んでいたので、華原の人とも言う。

## 経歴
祖父の令狐整は北周の大将軍に、父の令狐熙は隋の鴻臚少卿の位に就いていた。徳棻は隋の大業末年に文城県令とされたが、隋末の戦乱を避けて職につかなかった。李神通が太平宮に拠って総管を自称すると、徳棻はその下で記室参軍をつとめた。李淵が長安に入ると、徳棻は大丞相府記室に任じられた。武徳元年（618年）、唐が建国されると、徳棻は起居舎人に転じ、高祖李淵の側近に仕えた。
武徳5年（622年）、秘書丞に転じ、陳叔達らとともに『芸文類聚』の編纂にあたった。南朝梁・陳・北斉・北周・隋の正史の修訂を奏請して認められ、陳叔達・庾倹らとともに北周の歴史書を編纂するよう命じられた。貞観3年（629年）、太宗李世民から徳棻と岑文本に周史編纂を重ねて命じられた。貞観6年（632年）、徳棻は礼部侍郎・兼修国史となり、彭陽県男の爵位を受けた。貞観10年（636年）、『周書』完成の報労を受けた。貞観11年（637年）、新礼完成の功績により子爵に進んだ。また『貞観氏族志』の編纂を完成させた。
貞観15年（641年）、太子右庶子となった。貞観17年（643年）、皇太子李承乾が廃位されると、徳棻は連座して官爵を剥奪された。貞観18年（644年）、雅州刺史として再起したが、公の事件のために罪に問われて免官された。まもなく太宗から『晋書』編纂の命が下り、房玄齢の推薦により徳棻は編纂事業に参加した。『晋書』が完成すると、徳棻は秘書少監に任じられた。永徽元年（650年）、高宗から律令の編纂を命じられ、再び礼部侍郎となり、弘文館学士を兼ねた。まもなく弘文館学士を兼ねたまま、太常卿に転じた。永徽4年（653年）、国子監祭酒に転じ、崇賢館学士を兼ねた。『高宗実録』30巻を編纂し、爵位は公に進んだ。龍朔2年（662年）、徳棻は引退を許され、金紫光禄大夫の位を加えられた。
乾封元年（666年）、私邸で死去。享年は84。諡は憲といった。
徳棻は二つの歴史的に意味のあることをした。そのひとつは太宗の即位を奏請する書を募り、「宏文殿に四部の書を聚めて群書は二十余万巻」となった（『唐会要』宏文館）という。もうひとつは、歴史書の編纂で、「創修撰之源、徳棻より始まるなり」（趙翼『二十二史箚記』）と評された。二十四史中で徳棻が貢献したものは『梁書』・『陳書』・『北斉書』・『周書』・『隋書』・『晋書』・『南史』・『北史』の8部で、人はただ賛嘆するばかりであった。

## 伝記資料
- 『旧唐書』巻73 列伝第23
- 『新唐書』巻102 列伝第27